# Bupivacaine
Bupivacaine, được bán trên thị trường dưới tên thương hiệu là Marcaine cùng với một số những tên khác, là một loại thuốc dùng để giảm cảm giác ở một khu vực cụ thể. Chúng được sử dụng bằng cách tiêm vào khu vực, hoặc xung quanh một dây thần kinh đến khu vực, hoặc vào khoảng không gian ngoài màng cứng cột sống. Chúng có dạng trộn sẵn với một lượng nhỏ epinephrine để làm tăng thời gian tồn tại. Tác dụng của thuốc thường bắt đầu trong vòng 15 phút và kéo dài từ 2 đến 8 giờ.
Các tác dụng phụ có thể kể đến như bao gồm buồn ngủ, co giật cơ bắp, ù tai, thay đổi thị lực, huyết áp thấp và nhịp tim không đều. Nếu tiêm chất này vào khớp có thể gây ra vấn đề với sụn, đây cũng là vấn đề đáng lưu tâm. Bupivacaine với nồng độ cao không được khuyến cáo để gây tê ở ngoài màng cứng. Việc gây tê ngoài màng cứng cũng có thể làm tăng thời gian chuyển dạ. Đây là một loại thuốc gây mê cục bộ thuộc nhóm amit.
Bupivacaine được phát hiện vào năm 1957. Nó nằm trong danh sách các thuốc thiết yếu của Tổ chức Y tế Thế giới, tức là nhóm các loại thuốc hiệu quả và an toàn nhất cần thiết trong một hệ thống y tế. Bupivacaine có sẵn dưới dạng thuốc gốc và không đắt lắm. Chi phí bán buôn ở các nước đang phát triển cho một lọ là khoảng US $ 2,10.